# Hochkomik
Hochkomik ist ein satirisch konnotierter Begriff aus dem Umfeld der Neuen Frankfurter Schule.

## Definition
Robert Gernhardt benutzte ihn in seinen komiktheoretischen Schriften der 1980er Jahre. Hochkomik zeichnet sich durch Intellektualität, Selbstreflexivität und -referentialität (Metakomik), Anspielungsreichtum und Sinnverweigerung (Nonsens) aus. Damit grenzt sich Hochkomik gegen andere Formen der Unterhaltung ab, die ausschließlich der Belustigung dienen, und die Klaus Cäsar Zehrer als „Scherzgewerbe der Comedy“ bezeichnet.